# Júlio Cruz

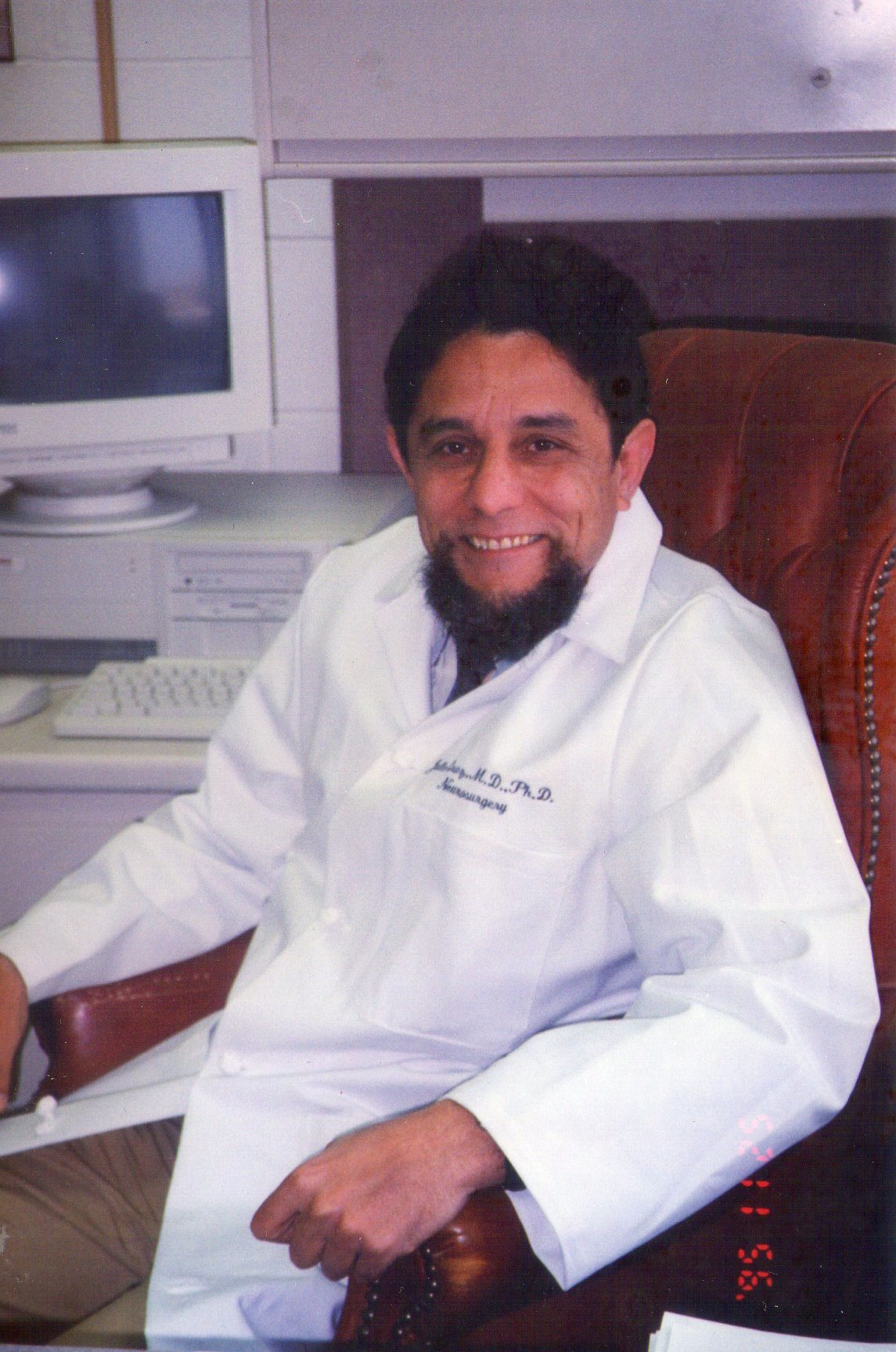
Julio Cruz em seu escritório

Julio Cruz (28/2/1953 - 12/5/2005) foi um médico brasileiro de projeção internacional. Nascido no Rio de Janeiro, mudou-se ainda jovem com a família para São Paulo. Formou-se pela Faculdade de Medicina do ABC, em Santo André (SP), e fez doutorado pela Escola Paulista de Medicina. Fez boa parte de sua carreira de neurocirurgião e pesquisador nos Estados Unidos, onde criou a Isoneurem (International Society for Neuroemergencies), organizou e participou de congressos em outros países, e ficou conhecido por seus estudos sobre tratamento de traumatismo craniano, que salvaram muitas vidas.
Cruz recebeu, no início de 2005, a Ordem de Excelência do Século XXI, do Centro Biográfico Internacional de Cambridge, Inglaterra, que o considerou um dos 200 maiores intelectuais do mundo, de todas as áreas. Cruz descobriu que a aplicação otimizada e rápida do medicamento manitol em pacientes em estado de coma pode aumentar de 20% para 76% o índice de sobrevivência. Ele publicou 55 artigos científicos em revistas indexadas, o que, segundo a Medline (base de dados da Biblioteca Nacional de Medicina dos EUA), representava o maior número de publicações na área de neurociência pelo menos até seu falecimento, ocorrido em São Paulo, em 12 de maio de 2005.
Estes feitos foram destacados na época em diversas reportagens, publicadas no Jornal da Tarde ("Com simplicidade, uma revolução médica"), jornal O Estado de S.Paulo ("Médico brasileiro ganha prêmio internacional") e na revista Ciência e Cultura ("Superdose reduz morte cerebral em pacientes em coma").
Como é comum na comunidade científica, sua obra é questionada na literatura. Foram levantadas dúvidas sobre a veracidade dos dados apresentados em seus artigos científicos, quando ele já havia falecido. Questionados a respeito, os co-autores (Giulio Minoja, Enrico Facco e Kazuo Okuchi), que aplicaram as técnicas desenvolvidas por Cruz em seus países, Itália e Japão, afirmaram o seguinte: "O Dr. Cruz foi uma liderança no campo das lesões cerebrais nos anos 80 e 90. Foi o clínico mais brilhante e o pesquisador mais honesto e rigoroso que conhecemos. Qualquer acusação de falsidade é incompatível com sua personalidade, profissionalismo e biografia".  